# Tangier
I Tangier furono una hard rock band formata nel 1985 a Filadelfia, Pennsylvania.

## Storia
I Tangier vennero fondati nel 1985 a Filadelfia dal chitarrista Doug Gordon. L'idea di formare un gruppo gli venne notando il cantante Bill Mattson nella sua band dell'epoca, i Dead End Kids. Gordon contattò Mattson e gli propose di comporre del materiale assieme, e questo accettò la proposta.
La prima formazione della band era originariamente composta da Bill Mattson alla voce, Doug Gordon e Rocco Mazzella alle chitarre, il bassista Mike Kost ed il batterista Mark Hopkins.
Il gruppo venne messo sotto contratto con la Wolfe Records di Brian Kushner, la stessa etichetta che un anno dopo avrebbe dato alla luce il primo EP dei concittadini Britny Fox e poi degli Ivory Tower.
Il loro album di debutto, l'omonimo Tangier, venne pubblicato nel 1985 dalla piccola etichetta Wolfe Records, e prodotto da Robert Leese. Questo disco però venne diffuso in edizione limitata e solo in audiocassetta.
Mattson e Gordon rimasero gli unici membri originali una volta arruolati Gari Saint (chitarra), Garry Nutt (basso) e Bobby Bender (batteria).
Garry Nutt aveva suonato in precedenza con Jean Beauvoir e nella prima versione dei Diving for Pearls.
Durante questo periodo suonarono più volte da spalla ai Cinderella con cui instaureranno un rapporto di amicizia.
Infatti i Tangier riuscirono a trovare un accordo discografico con la Atco Records proprio grazie alla buona parola messa da Tom Keifer dei Cinderella, e sotto la produzione di Andy Johns (produttore degli stessi Cinderella), il quintetto pubblicò il secondo album Four Winds nel giugno 1989. Il disco ottenne il 91º posto nella classifica di Billboard.
Bill Mattson abbandonò il gruppo nel 1990 per differenze musicali. Egli venne sostituito da Mike LeCompt, che era stato il cantante originale prima di venire sostituito da Mattson poco prima che la band trovasse un accordo discografico.
Con il nuovo cantante il gruppo incise il terzo disco intitolato Stranded, che venne pubblicato per la Atco e prodotto da John Purdell e Duane Baron. La traccia You're not the lovin' kind venne composta assieme al bassista dei Cinderella Eric Brittingham. Dal disco venne estratta la traccia omonima nel cui videoclip partecipò Pamela Anderson.

### Dopo lo scioglimento
Dopo lo scioglimento dei Tangier e dei Cinderella, Doug Gordon collaborò con Tom Keifer in un progetto che però, dopo le incisioni di alcune demo, non vide mai la luce.
Nel 1991 venne pubblicato il disco You Don't Like It...We Don't Care! dei Dead End Kids, la band di Bill Mattson precedente ai Tangier, al quale partecipò come corista l'ex chitarrista dei Tangier Rocco Mazzella. Mazzella raggiungerà la band Surrender Dorothy assieme al primo bassista dei Tangier Mike Kost, con cui pubblicò un disco omonimo nel 1992.
Il batterista Mark Hopkins militò nella band Damien Steele nel ruolo di cantante, con cui incise un disco omonimo nel 1990. Nel 1992 invece fonderà i Pretty Wicked con cui pubblicherà un disco omonimo, sempre nel ruolo di cantante. Michael LeCompt fondò il suo progetto solista arruolando nella formazione l'ex Blackeyed Susan e tastierista dei Cinderella Rick Criniti (chitarra), l'ex bassista dei Britny Fox Billy Childs e il batterista Ritchie DeCarlo. Dopo un disco omonimo dal nome di LeCompt, il progetto venne accantonato.
Garry Nutt suonò in tour con l'ex frontman dei White Lion Mike Tramp nell'estate del 1998.
Successivamente entrò nella band Laidlaw con cui incise un disco omonimo nel 2003.
Mattson apparì come corista nella raccolta dei Cinderella chiamato Gold, pubblicata nel 2006.

## Formazione

### Ultima
- Michael LeCompt - voce, chitarra, tastiere
- Doug Gordon - chitarra
- Garry Nutt - basso
- Bobby Bender - batteria

### Ex componenti
- Adam West - batteria
- Bill Mattson - voce
- Rocco Mazzella - chitarra ritmica
- Mike Kost - basso
- Mark Hopkins - batteria
- Gari Saint - chitarra
- Jim Drnec - batteria

## Discografia
- 1985 Tangier
- 1989 Four Winds
- 1991 Stranded